# Конфессиональное лютеранство
Конфессиональное лютеранство — направление в лютеранстве, характеризующееся признанием неизменного Аугсбургского вероисповедания и Книги Согласия 1580 года как верного толкования Священного Писания и стандарта богословия и церковной жизни. Конфессиональное лютеранство является в первую очередь богословским движением, поэтому среди конфессиональных церквей наблюдается заметное разнообразие в вопросах литургической жизни и церковного управления, которые лютеранское богословие считает адиафорой.

## История возникновения
Истоки конфессионального лютеранства восходят к лютеранской ортодоксии, противостоящей влиянию католицизма с одной стороны и кальвинизма с другой. Формула согласия, составленная Мартином Хемницем, Якобом Андреэ и другими влиятельными теологами, очертила контуры конфессионального лютеранского богословия. В XVII-XVIII веках, при поддержке германских князей, основы лютеранской ортодоксии стали размывать рационализм и пиетизм.
Апогеем этих событий стала прусская уния 1817 года. Прусский король Фридрих Вильгельм III объединил лютеранские и реформатские общины на подвластных ему землях. Уния не была принята консервативно настроенными лютеранскими пасторами и мирянами, которые начали подвергаться давлению. Это движение стало называться старолютеранами. Впоследствии старолютеране основали независимую от государства Евангелическо-лютеранскую церковь Пруссии, которая была признана властями в 1845 году. Эта церковь стала ядром Независимой евангелической лютеранской церкви Германии. Часть старолютеран предпочла эмигрировать в Америку, Австралию и Новую Зеландию.

## Современное состояние
На 2013 год в мире существуют две всемирные организации, объединяющие церкви, позиционирующие себя как конфессиональные: Международный лютеранский совет и Конфессиональная евангелическо-лютеранская конференция.
Международный лютеранский совет создан в 1993 году. В него входят более тридцати конфессиональных лютеранских церквей, в которых состоит 3,45 миллиона человек, что составляет около 5 % лютеран всего мира. Из них 2,4 приходится на Лютеранскую церковь — Миссурийский синод (ЛЦМС). Кроме неё крупнейшими церквями в совете являются Независимая евангелическая лютеранская церковь Германии, Евангелическо-лютеранская церковь Бразилии и Лютеранская церковь — Канада. На территории бывшего СССР в состав МЛС входят Евангелическо-лютеранская церковь Ингрии.
Евангелическо-лютеранская церковь Кении, Евангелическо-лютеранская церковь Либерии, Евангелическо-лютеранская церковь Латвии, Евангелическо-лютеранская церковь Литвы (в которую входит Самостоятельная евангелическо-лютеранская церковь в Республике Беларусь), Евангелическо-лютеранская церковь Португалии и Сибирская евангелическо-лютеранская церковь являются партнерскими церквями ЛЦМС, имеют с ним общение кафедры и алтаря.
Лютеранская церковь — Канада поддерживает Синод евангелическо-лютеранских церквей Украины и Лютеранскую церковь — Синод Никарагуа. Благодаря работе аргентинских миссионеров появилась конфессиональная Евангелическо-лютеранская церковь Испании.
Конфессиональная евангелическо-лютеранская конференция также создана в 1993 году. В КЕЛК входит более двадцати церквей по всему миру, включая Висконсинский евангелическо-лютеранский синод, Евангелическо-лютеранский синод, а также Украинскую лютеранскую церковь и Евангелическо-лютеранскую церковь «Согласие», расположенные на Украине и в России, соответственно.
В Швеции существует Миссионерская провинция, а в Финляндии — Фонд Лютера. Формально основанные как конфессиональное движение внутри национальной церкви, де-факто представляют собой независимые деноминации. С ЛЦМС сотрудничают Силезская евангелическо-лютеранская церковь, Евангелическая церковь Аугсбургского вероисповедания в Польше, Евангелическая церковь Аугсбургского вероисповедания в Словакии, Евангелическо-Лютеранская Церковь в Республике Казахстан, Евангелическо-лютеранская церковь «Согласие» в Кыргызстане и другие лютеранские деноминации, входящие во Всемирную лютеранскую федерацию, но сохраняющие консервативное лютеранское учение.
Также в Северной Америке действуют Церковь лютеранского вероисповедания и несколько других небольших конфессиональных лютеранских синодов. Принадлежность к конфессиональному лютеранству Североамериканской лютеранской церкви и Лютеранских общин в миссии для Христа (Lutheran Congregations in Mission for Christ) оспаривается из-за того, что оба объединения практикуют женскую ординацию.
О принадлежности к конфессиональному лютеранству заявляет Евангелическо-лютеранская церковь Аугсбургского исповедания.